# 瓦凱班巴省
瓦凱班巴省（西班牙語：Provincia de Huacaybamba）是秘魯的省份，位於該國中部瓦努科大區，首府是瓦凱班巴，面積1,743平方公里，2005年人口19,876，人口密度為每平方公里11人。
9°04′57″S 76°49′58″W / 9.08250°S 76.83278°W